# Wei Nan
Wei Nan (chinesisch 魏楠, Pinyin Wèi Nán, * 4. Januar 1984) ist ein Badmintonspieler aus Hongkong. 

## Karriere
Wei Nan wurde 2009 und 2011 Vizemeister in Hongkong, 2013 gewann er national Bronze. 2010 siegte er bei den Dutch Open und wurde Zweiter bei den Vietnam Open. 2012 nahm er an den Asienmeisterschaften teil. Im gleichen Jahr repräsentierte er sein Land im Nationalteam im Thomas Cup.